# Притча о сокровище, скрытом на поле
Притча о сокровище, скрытом на поле — одна из притч Иисуса Христа о Царствии Небесном, содержащаяся в Евангелии от Матфея:

Еще подобно Царство Небесное сокровищу, скрытому на поле, которое, найдя, человек утаил, и от радости о нем идет и продает всё, что имеет, и покупает поле то.
— Мф. 13:44

## Богословское толкование
Святитель Феофилакт Болгарский, рассуждая о притче, дает приведенным в ней образам следующие значения:
- «Поле» — мир.
- «Сокровище» — проповедь и познание Христа, сокрытые в мире.
- «Всё, что имеет» — эллинские учения, худые нравы, земные богатства.

Епископ Михаил (Лузин):

Смысл притчи тот, что царство Божие, церковь Христова, слово Евангелия так драгоценны, что человек ради сего должен жертвовать земными благами, как в обыкновенной жизни человек жертвует имением, ради приобретения большего и лучшего сокровища.

Притча о сокровище, скрытом на поле схожа по смыслу с притчей о купце, ищущем жемчуга. И та и другая говорят об обретении истины и пути к Царству Небесному, однако между ними имеется разница:

…в первой притче говорится о внезапном, неожиданном обретении сокровища, а во второй — об обретении драгоценной жемчужины после долгого искания вообще хороших жемчужин. Примером внезапно находящих сокровище, которое было скрыто от них, могут служить язычники, впервые услышавшие проповедь Апостолов об Иисусе Христе и познавшие через то, что исполнение возвещенной Им воли Божией есть единственное средство для вступления в приготовленное для праведников Царство Небесное. Озаренные проповедью Апостолов, многие из них бросали все, что раньше привязывало их к земной жизни, и такой ценой приобретали себе величайшее сокровище во Христе. Таких слушателей слова Божия Иисус уподобил человеку, который, обрабатывая чужую землю, случайно нашёл зарытый в нём клад; чтобы обладать этим кладом, надо было купить поле то; и вот, он продает все, что имел, и покупает его, а с ним и найденное сокровище (в те времена, когда люди не могли считать себя вполне безопасными, многие богатые зарывали в землю часть своих сокровищ).

Епископ Александр (Милеант):

Эта притча говорит о том воодушевлении и радости, которые испытывает человек, когда его сердца касается благодать Божия. Согреваемый и озаряемый её светом, он ясно видит всю пустоту, все ничтожество материальных благ…
Благодать Божия есть подлинное сокровище, в сравнении с которым все земные блага представляются ничтожными (или сор, по выражению ап. Павла..). Однако, как невозможно человеку овладеть сокровищем, пока он не продаст своё имущество, чтобы купить поле, где оно скрыто, так нельзя стяжать благодать Божию, пока человек не решится пожертвовать своими земными благами. Ради благодати, подаваемой в Церкви, человеку необходимо пожертвовать всем: своим предвзятым мнением, свободным временем и спокойствием, жизненными успехами и удовольствиями. Согласно притче, нашедший сокровище «утаил его» для того, чтобы другие не похитили его. Подобным образом, и члену Церкви, получившему благодать Божью, следует бережно хранить её в душе, не кичась этим даром, чтобы по гордости не утратить его.

Существуют также и несколько отличные толкования. Например, протестантский богослов Дерек Принс в своей книге «Расточительная любовь», затрагивая данный фрагмент из Евангелия, утверждает, что человеком из притчи является Сын Человеческий, Иисус Христос, а сокровищем — новозаветный верующий, ради спасения которого Господь отдал «всё, что имеет», то есть Свою Жизнь.

Сокровищем Иисуса является Его народ: люди, искупленные из мира и от беззакония, очищенные, и ставшие ревностными к добрым делам. Он положил ради выкупа их всю Свою жизнь. Он отдал все, что Он имел, чтобы купить это поле ради сокровища: Его искупленного народа.